# Canariomys
Canariomys is een uitgestorven geslacht van knaagdieren uit de muizen en ratten van de Oude Wereld dat gevonden is op de centrale Canarische Eilanden (Tenerife en Gran Canaria). Waarschijnlijk hebben beide soorten tot in de historische periode overleefd, maar inmiddels zijn ze uitgestorven. Het waren grote ratten (gewicht ongeveer een kilo). Dit geslacht is waarschijnlijk verwant aan de Afrikaanse Arvicanthis-achtige muizen en ratten; het wordt tegenwoordig in de Oenomys-divisie geplaatst, samen met Malpaisomys, Lamottemys, Thallomys, Thamnomys en Grammomys. Volgens sommige analyses zijn de twee soorten echter niet nauw verwant aan elkaar: C. bravoi zou verwant zijn aan Grammomys en Oenomys, maar C. tamarani aan Arvicanthis en Rattus.
Er zijn twee soorten:
- Canariomys bravoi (Tenerife; Pleistoceen)
- Canariomys tamarani (Gran Canaria; Holoceen)